# Hormius pacificus
Hormius pacificus är en stekelart som först beskrevs av William Harris Ashmead 1905.  Hormius pacificus ingår i släktet Hormius och familjen bracksteklar. Inga underarter finns listade i Catalogue of Life.